# Mail Boxes Etc.
Mail Boxes Etc. (MBE) wird von der MBE Worldwide S.p.A., einer Unternehmenstochter der italienischen Fineffe S.r.l., betrieben. Hinter der Marke steht ein weltweit betriebenes Franchisenetzwerk für Versand-, Verpackung-, Grafik- und Druckdienstleistungen für Geschäfts- und Privatkunden. Seit der Gründung 1980 in den USA wurden über 2.500 Center weltweit eröffnet.

## Unternehmen

Standorte von MBE in Deutschland

Mail Boxes Etc. (MBE) wurde 1980 in San Diego, Kalifornien, gegründet. Ursprungsidee war dabei, ein Franchisesystem aufzubauen. Bis 1990 wurden in den USA über 1.000 Filialen eröffnet. Anfang der 1990er Jahre begann Mail Boxes Etc., durch den Verkauf von Masterlizenzen an andere Länder, die Expansion außerhalb der USA. Dabei wurde unter anderen 1993 in Italien von Paolo Fiorelli mit seinem Vater Graziano Fiorelli die Marke Mail Boxes Etc. als auch von Fiorelli, Michael Sradnick und Thomas L. Denney Jr. die MBE Deutschland GmbH im Jahr 2001 in Berlin gegründet. Diese eröffnete im April 2002 das erste MBE Center in Berlin. Das erste MBE Center in Österreich wurde 1999 in Wien eröffnet. 2003 hat MBE Deutschland die Masterfranchiselizenz für Österreich und Ungarn mit übernommen. Das Unternehmen ist heute Vollmitglied im Österreichischen Franchise-Verband e.V. (ÖFV) und Deutscher Franchiseverband e.V. (DFV).
Im Jahr 2001 wurde MBE von UPS gekauft. Infolge der Übernahme wurde ein Großteil der Läden in den USA, Kanada und Indien seit 2003 einem Rebranding als The UPS-Stores unterzogen.
Paolo Fiorelli erwarb im Jahr 2009 die MBE Worldwide S.r.l. vom Paketdienst UPS mitsamt sämtlichen Rechte ausgenommen für die umgewandelten UPS-Standorte in den USA, Kanada und Indien. Daraufhin wurden die weltweiten Standorte umbenannt in MBE Center und eine strategische Partnerschaft mit UPS eingegangen, um weiterhin zu expandieren.
2017 übernimmt MBE Worldwide, eines der größten Unternehmernetzwerke mit 1.600 Standorten weltweit, PostNet International Franchise Corporation („PostNet“), ein renommiertes Grafik-, Druck- und Versand-Franchisesystem mit 660 Standorten in 9 Ländern und AlphaGraphics, Inc. („AlphaGraphics“) ein führendes Design-, Grafik-, Marketing- und Kommunikations-Handelsunternehmen. Durch diese Akquisitionen erreicht das globale MBE Netzwerk 2.600 Standorte in 40 verschiedenen Ländern.
Mail Boxes Etc., PostNet und AlphaGraphics konnten 2018 erstmals als „Netzwerkfamilie“ mit mehr als 2.540 Service Centern in 47 Ländern und 861 Millionen Euro Umsatz abschließen. Zudem wuchs das Mail Boxes Etc. Netzwerk durch 5 neue Master Lizenzvereinbarungen in Finnland, Hongkong, Ungarn, Marokko und Rumänien.
Im Februar 2020 gibt MBE Worldwide eine Vereinbarung mit den von Oaktree Capital Management L.P. verwalteten Fonds bekannt, um weiteres langfristiges Wachstum zu fördern. Demnach erwirbt Oaktree über eine stufenweise Kapitalerhöhung von 120 Millionen Euro (132 Millionen Dollar) bis zu 40 % der Anteile an MBE Worldwide. Die derzeitigen MBE-Aktionäre, die Familie Fiorelli, besitzt weiterhin die Mehrheit des Unternehmens.
Das größte nationale MBE Netzwerk in Europa ist in Italien mit über 500 Centern. In Deutschland existieren über 150 Center und in Österreich mehr als 30 Center. Inzwischen gehören mehr als 1.600 MBE Center in 30 Ländern zum weltweiten Netzwerk. Insgesamt ist MBE derzeit mit drei verschiedenen Marken tätig: Mail Boxes Etc., AlphaGraphics und PostNet. Das globale Netzwerk zählt derzeit mehr als 2.600 Standorte in 52 Ländern mit mehr als 10.000 Mitarbeitern und einem systemweiten Umsatz von 918 Millionen Euro (1.028 Millionen Dollar).

## Franchisesystem
Die laufende Franchisegebühr beträgt bei MBE derzeit 10 % vom Nettoumsatz, die sich wiederum aufsplitten in 6 % Lizenzgebühr, 1,5 % Marketinggebühr und 2,5 % Nationaler Medien Fond. Hinzu kommt noch die Aufnahmegebühr und weitere Gebühren wie Ausbildungsgebühr, Technologieplattform, Einrichtungsgebühr usw. Die Investitionssumme liegt bei ca. 80.000 € aufwärts und ist vor allem abhängig von der Ausstattung, Größe und Ausbauzustand des Ladenlokals. Ausgestattet werden die Center zu Beginn mit einfachen Weiterverarbeitungsgeräten und Druckern zum Kopieren und Drucken. Weitere Kosten kommen noch hinzu für die Anlaufkosten bis zum Break-Even, der von MBE zwischen 9 und 18 Monaten angegeben wird.
Unterstützt wird der Franchisenehmer von den Masterlizenznehmern und sofern vorhanden, regionalen Gebietsfranchisenehmern.
Die hauptsächlich angebotenen Produkte stammen von Kooperationspartnern wie UPS, DPD, TNT Express und Rahmenvertragspartner wie verschiedene Onlinedruckplattformen.